# Base Aérea Militar N.º 3 de El Ciprés
La Base Aérea Militar N.º 3, El Ciprés, B.C. (Código IATA: ESE - Código OACI: MMES - Código DGAC: ENS) es una Base Aérea Militar operada por la Fuerza Aérea Mexicana. Está localizada en la Carretera transpeninsular km 114 El Ciprés, B.C. 22780,  en donde se realizan operaciones de la Fuerza Aérea Mexicana, Sede del Escuadrón Aéreo 203. 
En el año de 1942 durante la II Guerra Mundial se formalizó la creación del Campo Militar de Aviación de El Ciprés, territorio de Baja California Norte. Años más tarde y siendo Presidente Adolfo Ruiz Cortines y Jefe de la Fuerza Aérea Mexicana el general de brigada Alfonso Cruz Rivera se decretó oficialmente la creación de la Tercera Base Aérea Militar de El Ciprés, territorio de B.C.N., el día 31 de agosto de 1955.
La Base Aérea opera también como aeropuerto civil bajo el nombre de Aeropuerto Internacional Gral. Div. P. A. Alberto L. Salinas Carranza en el cual se llevan a cabo servicios de aviación general y un vuelo de aviación comercial operando la ruta de Ensenada a Guerrero Negro. 
Es un aeropuerto internacional (de entrada a territorio nacional) ya que cuenta con una comandancia de la Agencia Federal de Aviación Civil e inspectores, Oficina de Planes de vuelo, Migración y Aduana, así como con talleres de Mecánica y electrónica de aviación.

## Información
El Aeropuerto Internacional de Ensenada (Gral. Div. P. A. Alberto L. Salinas Carranza). opera de 08:00 a 18:00 h
El Programa Nacional de Infraestructura presentado por el Presidente Felipe Calderón Hinojosa, contempló la construcción de un nuevo aeropuerto internacional en Ensenada, pero los trabajos no se llevaron a cabo.
Actualmente el aeropuerto cuenta con diversos vuelos de taxi aéreo a poblaciones de Baja California, así como vuelos de entrenamiento del Instituto Aeronáutico del Noroeste.
Los servicios con los que cuenta el aeropuerto son una superficie construida 405 metros cuadrados, servicio de despacho de vuelo, aduana y migración, sala de inspectores, comandancia de la base, cafetería y comandancia del aeropuerto, proporcionados por las autoridades militares de la Fuerza Aérea Mexicana.

## Aerolíneas y destinos

### Pasajeros
| Aerolíneas              | Destinos                       |
| ----------------------- | ------------------------------ |
| Aéreo Servicio Guerrero | Guerrero Negro, Isla de Cedros |

### Vuelos de entrenamiento
| Aerolíneas                         | Destinos                   |
| ---------------------------------- | -------------------------- |
| Instituto Aeronáutico del Noroeste | Real del Castillo, Tijuana |

## Accidentes e incidentes

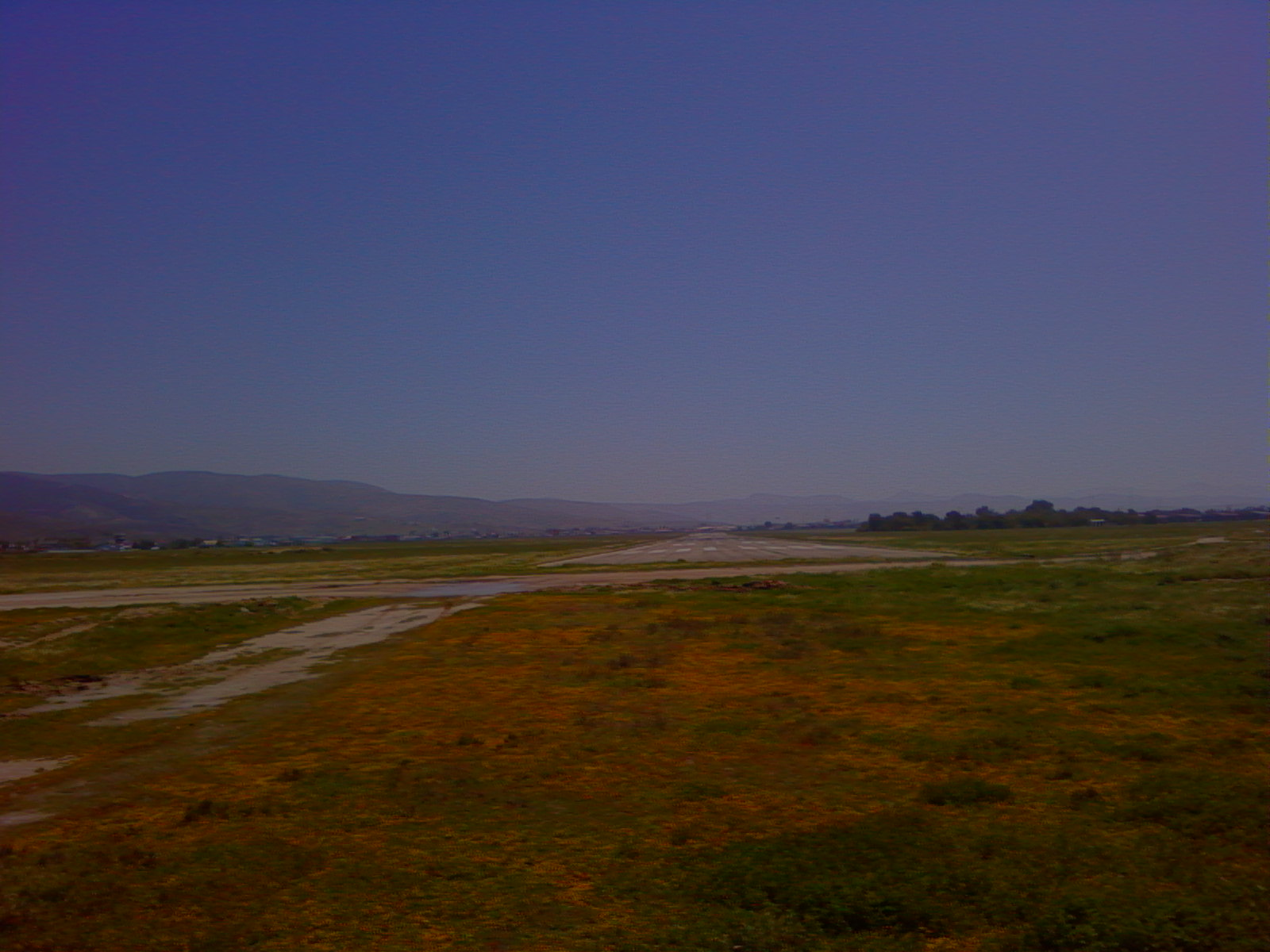
Cabecera de la pista 11.

Instalaciones militares en ESE.

- El 9 de diciembre de 1949 desapareció en el Océano Pacífico con 8 oficiales del Ejército a borde una aeronave Douglas C-47 perteneciente a la Fuerza Aérea Mexicana y procedente de Bahía de Tortugas. La aeronave tenía como destino Ensenada.[4]

- El 4 de julio de 1992 una aeronave Beechcraft 58 Baron con matrícula N23739 operada por I & T Produce Company que realizaba un vuelo entre la Aeropista de Punta Abreojos y el Aeropuerto de Ensenada impactó contra el suelo durante su aproximación a este último, matando a los 3 ocupantes.[5][6]

- El 5 de diciembre de 1995 una aeronave Piper PA-28-140 Cherokee con matrícula N4577R que realizaba un vuelo privado entre el Aeropuerto de Fullerton y el Aeropuerto de Ensenada con una pequeña escala técnica en el Aeropuerto Municipal Brown Field se estrelló durante su aproximación al Aeropuerto de Ensenada, impactando terreno a 2 millas de la cabecera de la pista, dejando heridas mortales en la piloto.[7][8]

- El 18 de septiembre de 1996 se estrelló mientras despegaba de Bahía de Tortugas la aeronave Fairchild C-123 Provider con matrícula XA-SNB perteneciente a Krissalan de Aviación, matando a las 5 personas a bordo. La aeronave tenía como destino el Aeropuerto de Ensenada.[9]

- El 6 de febrero de 1996 se estrelló en una montaña durante su aproximación la aeronave Cessna Citation 500 con matrícula XA-SLQ perteneciente a Aerotaxi Cachanilla y procedente de Tijuana. El accidente se suscitó debido al tiempo brumoso y murieron las 8 personas a bordo, Ensenada era el destino de la aeronave.[10]

- El 26 de agosto del 2000 se estrelló la aeronave Beechcraft 300 Super King Air con matrícula XC-AA72 perteneciente a la Procuraduría General de la República y procedente de Hermosillo, matando a los 3 ocupantes: los capitanes pilotos aviadores Alfonso Castillo Mena y Eduardo Hemken Arrillaga, acompañados por el técnico mecánico Rogelio Azcona. La intención del vuelo era recoger al delincuente Aldo Ismael Higuera Ávila "El Mayelito" para enviarlo a las instalaciones de la PGR.[11][12]

- El 14 de octubre del 2000 una aeronave Cessna 320E con matrícula N269WP que realizaba un vuelo privado entre el Aeropuerto de San Felipe y el Aeropuerto de Ensenada se estrelló mientras se aproximaba a este último matando a sus seis ocupantes.[13]

- El 8 de septiembre de 2006 una aeronave Beechcraft 35 Bonanza con matrícula N5146C procedente del Aeropuerto de San Diego-Brown Field perdió el control mientras se aproximaba a la pista 29 del aeropuerto de Ensenada estrellándose en una planta ensambladora a 2 kilómetros de la misma, matando a sus 3 ocupantes y causando daños materiales en la zona.[14]